# Elisabeth von Großbritannien, Irland und Hannover

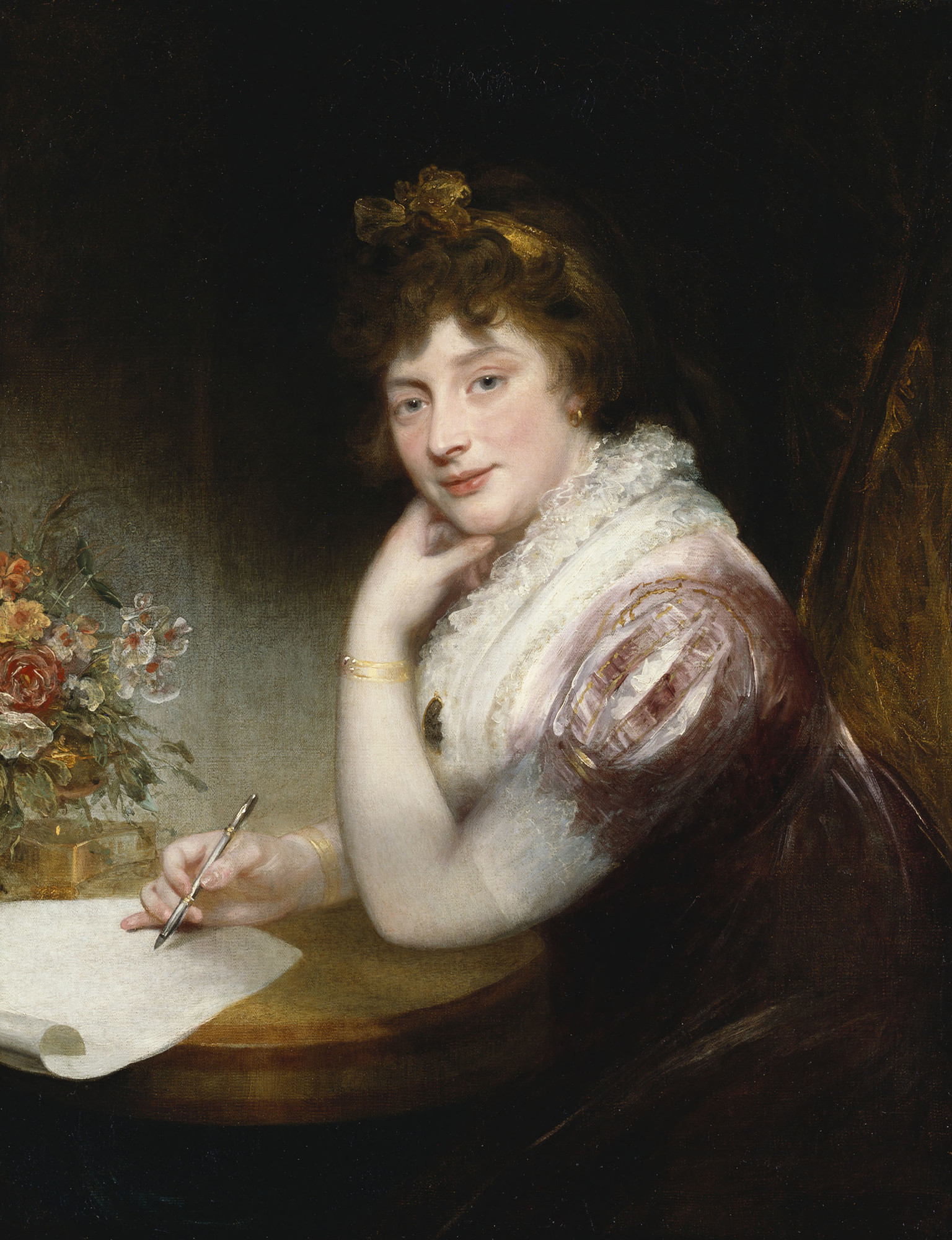
Sir William Beechey: Prinzessin Elisabeth von Großbritannien und Irland, Öl auf Leinwand, 1797

Wappen von Elisabeth, Landgräfin von Hessen-Homburg

Prinzessin Elisabeth von Großbritannien und Irland (* 22. Mai 1770 im Buckingham Palace in London; † 10. Januar 1840 in Frankfurt am Main) war ein Mitglied des Hauses Hannover und durch Heirat Landgräfin von Hessen-Homburg.

## Leben

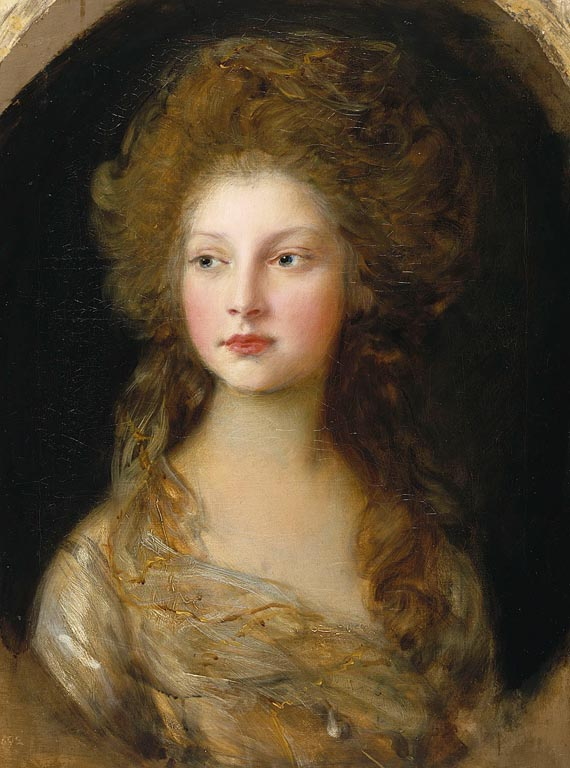
Thomas Gainsborough: Prinzessin Elisabeth im Alter von 12 Jahren, 1782

### Jugend
Prinzessin Elisabeth war die dritte Tochter des britischen Königs Georg III. (1738–1820) und dessen Ehefrau Prinzessin Sophie Charlotte von Mecklenburg-Strelitz (1744–1818), der zweiten Tochter des Prinzen Karl (Friedrich Ludwig) zu Mecklenburg und seiner Gemahlin Prinzessin Elisabeth Albertine von Sachsen-Hildburghausen. Sie war die jüngere Schwester der späteren Könige Georg IV., Wilhelm IV. und Ernst August I., sowie die Tante von Königin Victoria. Sie genoss eine für ihre Zeit fortschrittliche Erziehung und zeigte künstlerische Talente.

### Landgräfin von Hessen-Homburg

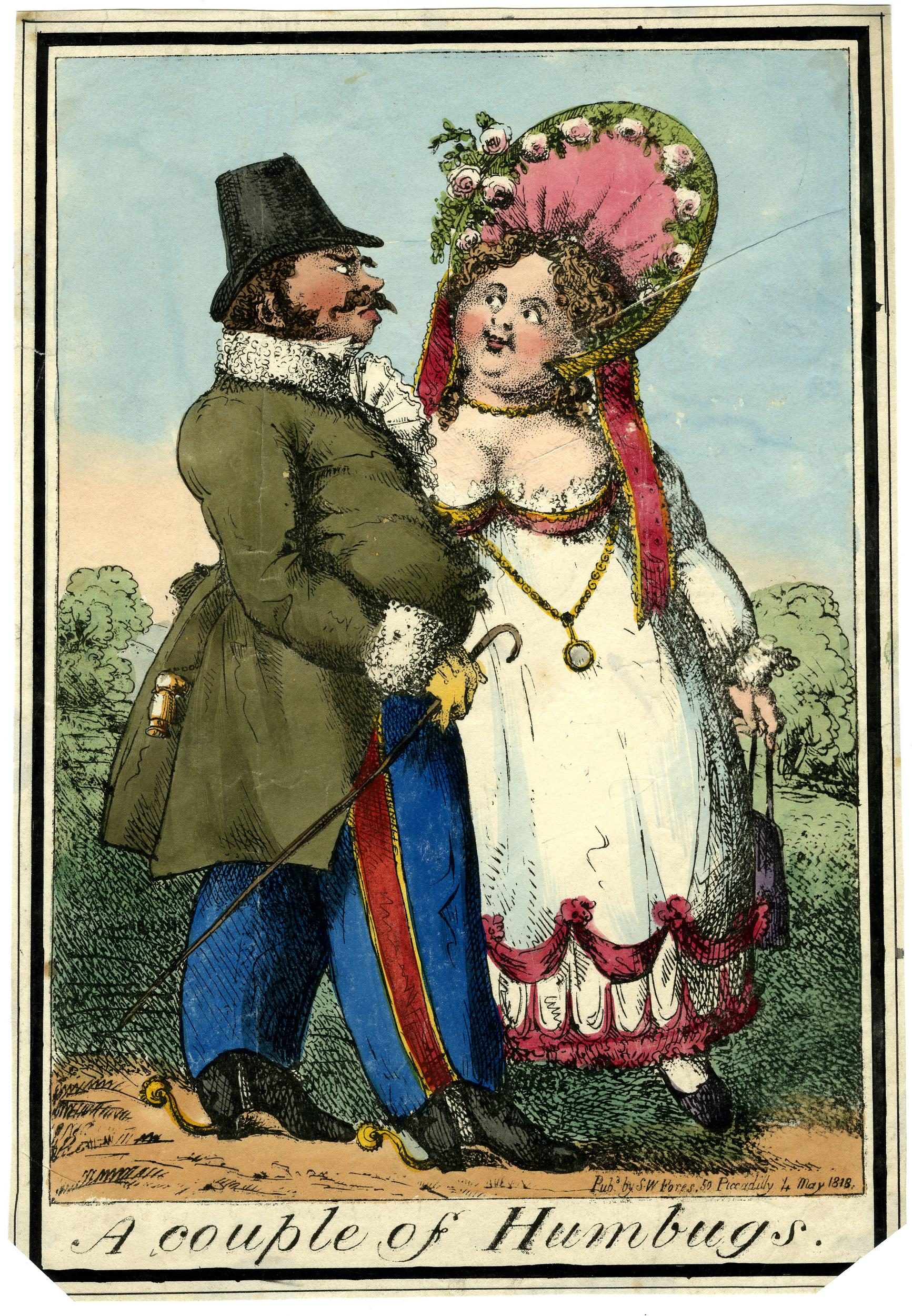
Zeitgenössische Karikatur von S W Fores zur Heirat des Erbprinzen Friedrich mit Prinzessin Elisabeth

Eliza, wie sie gerufen wurde, hatte wenig Interesse an der steifen Hofetikette, sie war temperamentvoll und resolut und sehnte sich nach einem eigenen Hausstand. Es gab am Hof auch Gerüchte von einer heimlichen Hochzeit und zwei illegitimen Kindern, die dieser Verbindung entsprossen sein sollen. Weiterhin interessierte sie sich seit ihrer Jugend für die Malerei und genoss eine Ausbildung als Zeichnerin und Graveurin. Sie malte, erlernte Drucktechniken, das Silhouettenschneiden, das Bemalen von Sitzbezügen und Vorhängen, Sticken sowie Grundsätze der Architektur und Gartenkunst. Ferner hatte sie intensiven Kontakt mit den Hofmalern wie Benjamin West, Thomas Gainsborough oder William Beechey sowie dem Kupferstecher Francesco Bartolozzi.
Dass Prinzessin Elisabeth, als sie den deutschen Erbprinzen Friedrich von Hessen-Homburg in seiner österreichischen Husarenuniform sah, gesagt haben soll: „Wenn der ledig ist, den heirate ich!“, ist eine Anekdote. In Wirklichkeit war die Vermählung von langer Hand vorbereitet. Friedrich zeigte anfänglich keinen Hang, sich zu vermählen. Weder eindringliche Vorstellungen des Vaters, der 1804 sogar für seinen Sohn um die Hand von Elisabeths älterer Schwester Augusta Sophia anhielt, noch eine Bittvorstellung der „volksvertretenden Behörden“ Hessen-Homburgs fruchteten. Während des Wiener Kongresses fädelten der Herzog von Kent und der hessen-homburgische Bundesgesandte Johann Isaak von Gerning die Verbindung ein. Nachdem Friedrich noch einmal von allen Seiten bearbeitet worden war, reiste er am 15. Januar 1818 nach London, wo man ihn mit offenen Armen empfing. Am 4. Februar überreichte der künftige Bräutigam seinen schriftlichen Antrag und fand die Unterstützung von Elizas ältestem Bruder, dem britischen Regenten Georg IV.
Am 17. Februar fand die Verlobung und am 7. April 1818 die Trauung durch den Erzbischof von Canterbury im Buckingham Palace in London statt. Es war keine „Liebesheirat“, trotz gegenseitigen Einvernehmens und Respekts, es war eine Vereinbarung, mit der beide gut zurechtkamen. Als Friedrich VI. im Januar 1820 an die Regierung kam, hatte er dank der Mitgift von 40.000 Talern und der jährlichen Apanage von 13.300 Pfund genug Geld, um den hessen-homburgischen Haushalt zu sanieren. Elisabeth  verabschiedete sich vom britischen Hof und wohnte fortan in Homburg. Sie ließ in ihrer neuen Heimat Straßen anlegen und ermöglichte den Bau des Gotischen Hauses, kümmerte sich um die Restaurierung und den Umbau des Homburger und des Meisenheimer Schlosses (Magdalenenbau) und engagierte sich in der Armenpflege. Aus Großbritannien bezog sie Samen und Setzlinge und überwachte deren Erträge in den Landgräflichen Gärten. Sie besaß eine große Bibliothek und eine bedeutende Porzellansammlung. Auch führte sie ihre künstlerischen Tätigkeiten weiter. Trotz ihrer hohen Apanage aus London erhöhte sich der Schuldenstand des landgräflichen Hauses infolge ihrer ehrgeizigen Projekte von 250.000 Gulden im Jahr 1820 auf 1.175.000 Gulden neun Jahre später.
Nachdem ihr Mann 1829, nach kaum zehnjähriger Ehe, unerwartet verstorben war, lebte sie mit ihrem kleinen Hofstaat abwechselnd in Homburg, in Frankfurt (hier im Hause Große Eschenheimer Straße/Zeil) und am Hofe ihres Lieblingsbruders Adolph Friedrich in Hannover (Leineschloss und Schloss Herrenhausen). Sie reiste auch regelmäßig nach London. 1837 erlebte sie noch die Thronbesteigung ihrer Nichte Victoria im Vereinigten Königreich sowie ihres Bruders Ernst August im Königreich Hannover.
Sie verstarb 1840 in ihrer Wohnung in Frankfurt und ist in der Gruft des Bad Homburger Schlosses beigesetzt. Ihre Nichte, Fürstin Caroline Reuß älterer Linie, erbte den künstlerischen und gesammelten Nachlass, der um 1848 nach Greiz gelangte und im dortigen Sommerpalais den wertvollsten Teil der graphischen Sammlung darstellt. Die Porzellansammlung wurde hingegen weitgehend versteigert oder an Erben verteilt.

## Ehrungen

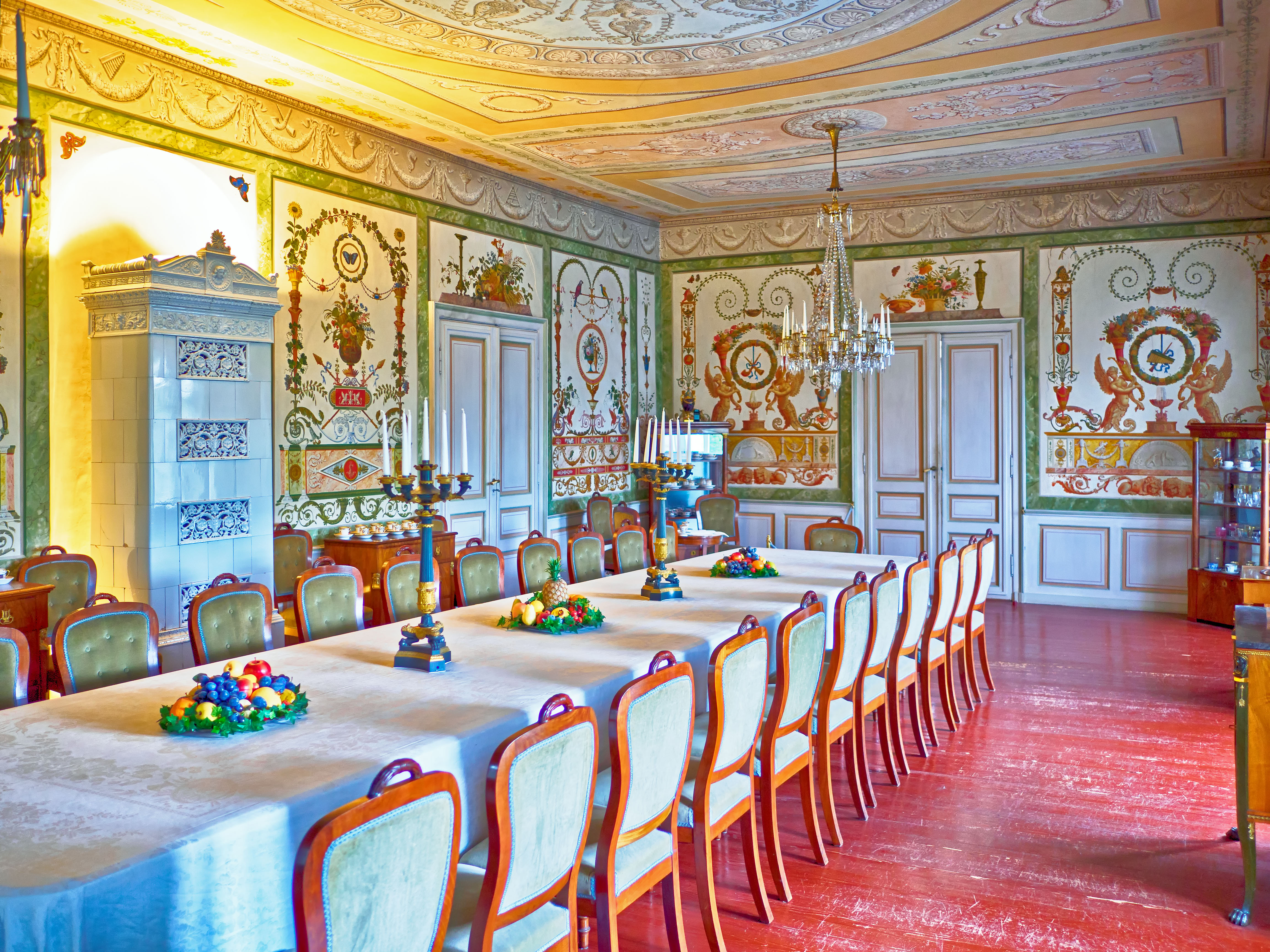
Speisesaal im Englischen Flügel des Schlosses Bad Homburg

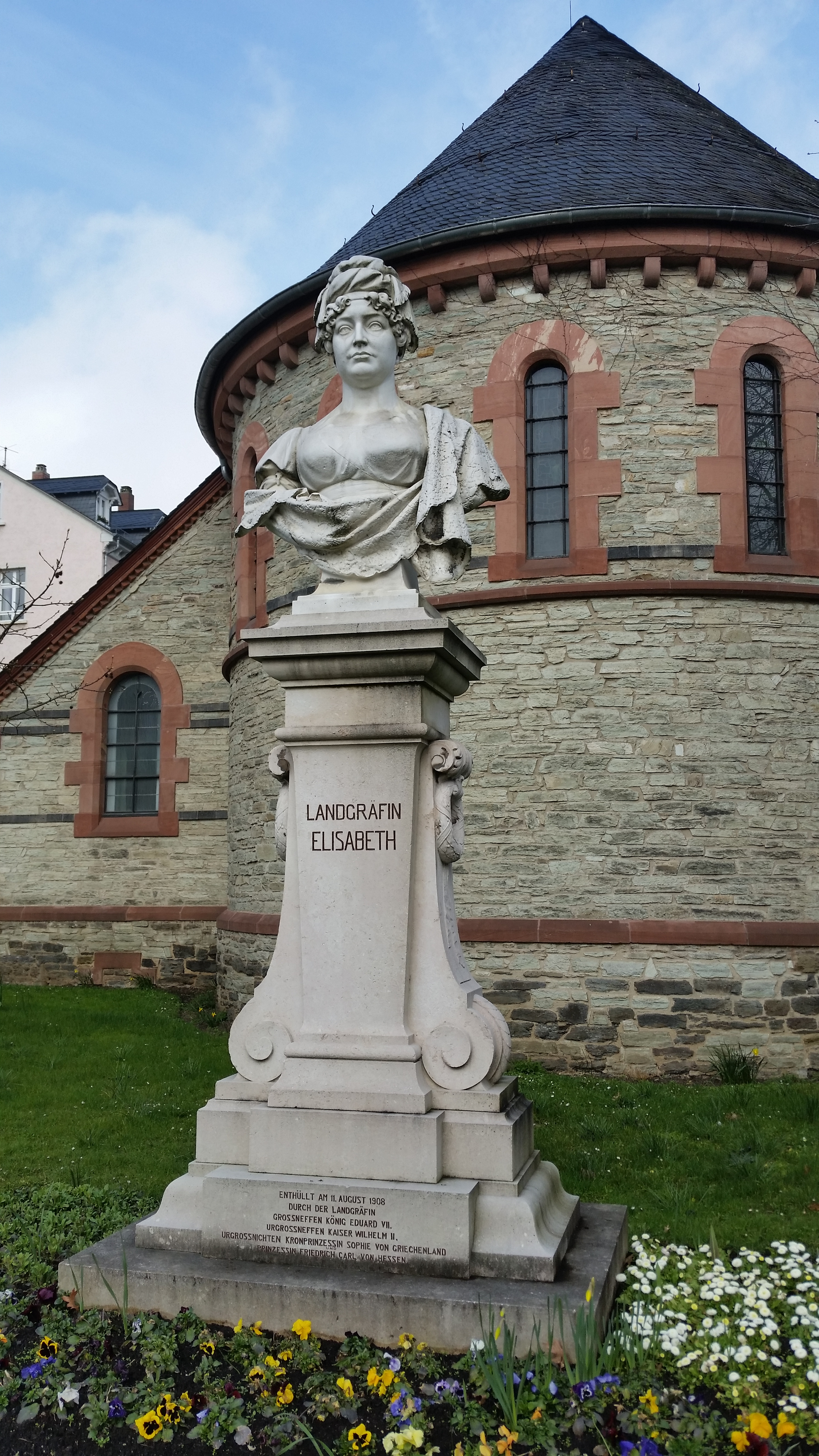
Denkmal von Fritz Gerth (1905)

Die Elisabethenstraße in Bad Homburg ist nach ihr benannt. Vor der Englischen Kirche in der Ferdinandstraße steht ein unter Denkmalschutz stehendes Denkmal des Künstlers Fritz Gerth, das an sie erinnert. Diese Porträtbüste über dem barockisierend von Voluten flankierten Sockel zeigt die Landgräfin in jugendlichem Alter, gekleidet nach der Mode des Empire. Die Wertschätzung, die die Landgräfin genoss, zeigte sich auch daran, dass die Enthüllung am 12. August 1908 in Anwesenheit von Kaiser Wilhelm II. und König Edward VII. erfolgte. Seit 1995 kann im Bad Homburger Schloss wieder ein Teil ihrer Witwenwohnung im sogenannten Englischen Flügel besichtigt werden.

## Ahnentafel
| Ahnentafel Elisabeth von Großbritannien | Ahnentafel Elisabeth von Großbritannien                                                   | Ahnentafel Elisabeth von Großbritannien                                                                        | Ahnentafel Elisabeth von Großbritannien                                                                                 | Ahnentafel Elisabeth von Großbritannien                                                                             | Ahnentafel Elisabeth von Großbritannien                                                                                 | Ahnentafel Elisabeth von Großbritannien                                                                                      | Ahnentafel Elisabeth von Großbritannien                                                                                | Ahnentafel Elisabeth von Großbritannien                                                                                |
| --------------------------------------- | ----------------------------------------------------------------------------------------- | --- | --- | --- | --- | --- | --- | --- |
| Urur- groß- eltern                      | König Georg I. (1660–1727) ⚭ 1682 Sophie Dorothea von Braunschweig-Lüneburg (1666–1726)   | Markgraf Johann Friedrich von Brandenburg-Ansbach (1654–1686) ⚭ 1681 Eleonore von Sachsen-Eisenach (1662–1696) | Herzog Friedrich I. von Sachsen-Gotha-Altenburg (1646–1691) ⚭ 1669 Magdalena Sibylle von Sachsen-Weißenfels (1648–1681) | Fürst Karl Wilhelm von Anhalt-Zerbst (1652–1718) ⚭ 1676 Sophia von Sachsen-Weißenfels (1654–1724)                   | Herzog Adolf Friedrich I. von Mecklenburg (1588–1658) ⚭ 1635 Marie Katharina von Braunschweig-Dannenberg (1616–1665)    | Fürst Christian Wilhelm von Schwarzburg-Sondershausen (1647–1721) ⚭ 1673 Antonie Sibylle von Barby und Mühlingen (1641–1684) | Herzog Ernst von Sachsen-Hildburghausen (1655–1715) ⚭ 1680 Sophia Henriette von Waldeck (1662–1702)                    | Graf Georg Ludwig I. von Erbach-Erbach (1643–1693) ⚭ 1664 Gräfin Amalia Katharina von Waldeck-Eisenberg (1640–1697)    |
| Ur- groß- eltern                        | König Georg II. (1683–1760) ⚭ 1705 Caroline von Brandenburg-Ansbach (1683–1737)           | König Georg II. (1683–1760) ⚭ 1705 Caroline von Brandenburg-Ansbach (1683–1737)                                | Herzog Friedrich II. von Sachsen-Gotha-Altenburg (1676–1732) ⚭ 1696 Magdalena Augusta von Anhalt-Zerbst (1679–1740)     | Herzog Friedrich II. von Sachsen-Gotha-Altenburg (1676–1732) ⚭ 1696 Magdalena Augusta von Anhalt-Zerbst (1679–1740) | Herzog Adolf Friedrich II. von Mecklenburg-Strelitz (1658–1708) ⚭ 1705 Emilie von Schwarzburg-Sondershausen (1681–1751) | Herzog Adolf Friedrich II. von Mecklenburg-Strelitz (1658–1708) ⚭ 1705 Emilie von Schwarzburg-Sondershausen (1681–1751)      | Herzog Ernst Friedrich I. von Sachsen-Hildburghausen (1681–1724) ⚭ 1704 Sophia Albertine von Erbach-Erbach (1683–1742) | Herzog Ernst Friedrich I. von Sachsen-Hildburghausen (1681–1724) ⚭ 1704 Sophia Albertine von Erbach-Erbach (1683–1742) |
| Groß- eltern                            | Prinz Friedrich Ludwig (1707–1751) ⚭ 1736 Augusta von Sachsen-Gotha-Altenburg (1719–1772) | Prinz Friedrich Ludwig (1707–1751) ⚭ 1736 Augusta von Sachsen-Gotha-Altenburg (1719–1772)                      | Prinz Friedrich Ludwig (1707–1751) ⚭ 1736 Augusta von Sachsen-Gotha-Altenburg (1719–1772)                               | Prinz Friedrich Ludwig (1707–1751) ⚭ 1736 Augusta von Sachsen-Gotha-Altenburg (1719–1772)                           | Herzog Karl zu Mecklenburg (1708–1752) ⚭ 1735 Elisabeth Albertine von Sachsen-Hildburghausen (1713–1761)                | Herzog Karl zu Mecklenburg (1708–1752) ⚭ 1735 Elisabeth Albertine von Sachsen-Hildburghausen (1713–1761)                     | Herzog Karl zu Mecklenburg (1708–1752) ⚭ 1735 Elisabeth Albertine von Sachsen-Hildburghausen (1713–1761)               | Herzog Karl zu Mecklenburg (1708–1752) ⚭ 1735 Elisabeth Albertine von Sachsen-Hildburghausen (1713–1761)               |
| Eltern                                  | König Georg III. (1738–1820) ⚭ 1761 Sophie Charlotte von Mecklenburg-Strelitz (1744–1818) | König Georg III. (1738–1820) ⚭ 1761 Sophie Charlotte von Mecklenburg-Strelitz (1744–1818)                      | König Georg III. (1738–1820) ⚭ 1761 Sophie Charlotte von Mecklenburg-Strelitz (1744–1818)                               | König Georg III. (1738–1820) ⚭ 1761 Sophie Charlotte von Mecklenburg-Strelitz (1744–1818)                           | König Georg III. (1738–1820) ⚭ 1761 Sophie Charlotte von Mecklenburg-Strelitz (1744–1818)                               | König Georg III. (1738–1820) ⚭ 1761 Sophie Charlotte von Mecklenburg-Strelitz (1744–1818)                                    | König Georg III. (1738–1820) ⚭ 1761 Sophie Charlotte von Mecklenburg-Strelitz (1744–1818)                              | König Georg III. (1738–1820) ⚭ 1761 Sophie Charlotte von Mecklenburg-Strelitz (1744–1818)                              |
| Elisabeth von Großbritannien            |                                                                                           | | | | | | | |

## Titel
- 1770–1818 Ihre Königliche Hoheit Prinzessin Elisabeth von Großbritannien und Irland
- 1818–1820 Ihre Königliche Hoheit Prinzessin Elisabeth von Hessen-Homburg
- 1820–1840 Ihre Königliche Hoheit Landgräfin Elisabeth von Hessen-Homburg

## Ausstellung
- 2010: Das graphische Werk der Landgräfin Elizabeth (1770–1840). Museum im Gotischen Haus, Bad Homburg
- 2020: Her Royal Highness – Princess Elizabeth.[3] Staatliche Bücher- und Kupferstichsammlung Greiz, Sommerpalais Greiz
- 2020: Princess Eliza – Englische Impulse für Hessen-Homburg. Staatliche Schlösser und Gärten Hessen, Schloss Bad Homburg